# Isabelle Peak
Isabelle Peak är en bergstopp i Kanada.   Den ligger på gränsen mellan Alberta och British Columbia, i den västra delen av landet, 3 000 km väster om huvudstaden Ottawa. Toppen på Isabelle Peak är 2 938 meter över havet, eller 223 meter över den omgivande terrängen. Bredden vid basen är 1,0 km.
Terrängen runt Isabelle Peak är bergig västerut, men österut är den kuperad.Trakten runt Isabelle Peak är nära nog obefolkad, med mindre än två invånare per kvadratkilometer.. Det finns inga samhällen i närheten.
Trakten runt Isabelle Peak består i huvudsak av gräsmarker.